# Biron (Wisconsin)
Biron falu az USA Wisconsin állam Wood megyéjében. Lakosainak száma 839 fő (2020. április 1.).

## Népesség
A település népességének változása:

| 2020 | 839 |